# ناحیه کویمبرا
ناحیه کویمبرا (به پرتغالی: Distrito de Coimbra) یک منطقهٔ مسکونی در پرتغال است که در منطقه مرکزی واقع شده‌است. منطقه کویمبرا ۳٬۹۴۷ کیلومتر مربع مساحت و ۴۴۱٬۲۴۵ نفر جمعیت دارد.